# Le tre scimmiette (programma televisivo)
Le tre scimmiette è un gioco televisivo italiano a premi in onda su Rai 1 nella fascia dell'access prime time dal 10 gennaio al 26 febbraio 2005, con la conduzione di Simona Ventura.
Il game show era trasmesso dagli studi Rai di via Mecenate a Milano.

## Il programma
In ogni puntata giocano tre concorrenti, provenienti da tre parti d'Italia (Nord, Centro, Sud), scelti tra altrettanti componenti della platea presente in studio. Attraverso un semplice meccanismo ad imbuto, i tre giocatori devono superare una serie di prove all’insegna dei tre famosi motti delle proverbiali scimmiette “non vedo, non sento, non parlo”. Alla fine del gioco ne rimane solo uno, che deve provare ad aggiudicarsi il montepremi.
Più nel dettaglio, i tre giocatori sono accompagnati alla postazione del gioco, da tre grossi scimmioni animati da mimi, che cercano di aiutarli e sostenerli durante le prove, tentando di convincerli a fare come loro, ovvero a non vedere, a non sentire, oppure a non parlare, a seconda delle modalità delle prove a cui vengono sottoposti e delle domande che vengono loro formulate. I tre hanno a disposizione un montepremi di notevole valore che può arrivare anche ai 500.000 euro. 

## Ascolti
| Puntata | Messa in onda    | Ascolti        | Ascolti | Ascolti |
| Puntata | Messa in onda    | Telespettatori | Share   | Fonte   |
| ------- | ---------------- | -------------- | ------- | ------- |
| 1       | 10 gennaio 2005  | 9 326 000      | 32,15%  | [ 1 ]   |
| 2       | 11 gennaio 2005  | 8 527 000      | 30,41%  | [ 2 ]   |
| 3       | 12 gennaio 2005  | 7 803 000      | 28,39%  | [ 2 ]   |
| 4       | 13 gennaio 2005  | 7 656 000      | 27,48%  | [ 3 ]   |
| 5       | 14 gennaio 2005  | 7 534 000      | 27,21%  | [ 4 ]   |
| 6       | 15 gennaio 2005  | 6 016 000      | 24,82%  | [ 5 ]   |
| 7       | 17 gennaio 2005  | 8 146 000      | 28,11%  | [ 6 ]   |
| 8       | 18 gennaio 2005  | 7 397 000      | 25,39%  | [ 7 ]   |
| 9       | 19 gennaio 2005  | 7 089 000      | 24,32%  | [ 8 ]   |
| 10      | 20 gennaio 2005  | 7 648 000      | 27,02%  | [ 9 ]   |
| 11      | 21 gennaio 2005  | 7 155 000      | 26,14%  | [ 10 ]  |
| 12      | 22 gennaio 2005  | 6 291 000      | 24,81%  | [ 11 ]  |
| 13      | 24 gennaio 2005  | 7 119 000      | 24,52%  | [ 12 ]  |
| 14      | 25 gennaio 2005  | 6 587 000      | 22,89%  | [ 13 ]  |
| 15      | 26 gennaio 2005  | 7 463 000      | 25,71%  | [ 14 ]  |
| 16      | 27 gennaio 2005  | 6 893 000      |         | [ 15 ]  |
| 17      | 28 gennaio 2005  | 6 194 000      | 21,76%  | [ 16 ]  |
| 18      | 29 gennaio 2005  |                |         |         |
| 19      | 31 gennaio 2005  | 6 826 000      | 23,14%  | [ 17 ]  |
| 20      | 1 febbraio 2005  | 6 159 000      | 21,38%  | [ 18 ]  |
| 21      | 2 febbraio 2005  | 5 261 000      | 18,45%  | [ 19 ]  |
| 22      | 3 febbraio 2005  | 6 175 000      | 21,79%  | [ 20 ]  |
| 23      | 4 febbraio 2005  |                |         |         |
| 24      | 5 febbraio 2005  |                |         |         |
| 25      | 7 febbraio 2005  | 6 528 000      | 22,90%  | [ 21 ]  |
| 26      | 8 febbraio 2005  | 5 371 000      | 18,92%  | [ 22 ]  |
| 27      | 10 febbraio 2005 | 5 559 000      | 19,34%  | [ 23 ]  |
| 28      | 11 febbraio 2005 | 5 187 000      | 18,48%  | [ 24 ]  |
| 29      | 12 febbraio 2005 |                |         |         |
| 30      | 14 febbraio 2005 | 5 103 000      | 17,78%  | [ 25 ]  |
| 31      | 15 febbraio 2005 | 5 551 000      | 19,10%  | [ 26 ]  |
| 32      | 16 febbraio 2005 | 5 416 000      | 18,61%  | [ 27 ]  |
| 33      | 17 febbraio 2005 | 5 414 000      | 18,90%  | [ 28 ]  |
| 34      | 18 febbraio 2005 | 4 738 000      | 16,80%  | [ 29 ]  |
| 35      | 19 febbraio 2005 |                |         |         |
| 36      | 21 febbraio 2005 | 6 028 000      | 19,94%  | [ 30 ]  |
| 37      | 22 febbraio 2005 |                |         |         |
| 38      | 23 febbraio 2005 | 4 754 000      | 16,03%  | [ 31 ]  |
| 39      | 24 febbraio 2005 | 5 321 000      | 18,72%  | [ 32 ]  |
| 40      | 25 febbraio 2005 | 4 908 000      | 17,30%  | [ 33 ]  |
| 41      | 26 febbraio 2005 |                |         |         |